# Episodi di Cribb (seconda stagione)
La seconda stagione della serie televisiva Cribb è andata in onda nel Regno Unito da marzo a maggio 1981. In Italia è stata trasmessa dalla Terza rete Rai nel corso del 1983.
| nº | Titolo originale               | Titolo italiano               | Prima TV USA   | Prima TV Italia   |
| -- | ------------------------------ | ----------------------------- | -------------- | ----------------- |
| 1  | Mad Hatter's Holiday           | Alibi per due                 | 29 marzo 1981  | 30 luglio 1983    |
| 2  | The Last Trumpet               | L'ultimo barrito              | 5 aprile 1981  | 13 agosto 1983    |
| 3  | The Hand That Rocks the Cradle | Una governante per sua Maestà | 12 aprile 1981 | 6 agosto 1983     |
| 4  | The Choir That Wouldn't Sing   | Il coro che non cantò         | 19 aprile 1981 | 27 agosto 1983    |
| 5  | Murder Old Boy?                | Cioccolata a mezzanotte       | 3 maggio 1981  | 3 settembre 1983  |
| 6  | Invitation to a Dynamite Party | Il dinamitardo                | 10 maggio 1981 | 17 settembre 1983 |

## Alibi per due
- Titolo originale: Mad Hatter's Holiday
- Prima televisiva: 29 marzo 1981
- Diretto da: June Wyndham-Davies
- Soggetto di: Peter Lovesey, Bill MacIlwraith
- Attori principali: David Waller (Ispettore Jowett), Kevin Brennan (Ispettore Murphy), Derek Fowlds (Albert Moscrop), Fenella Fielding (Zena Prothero), Adam Richardson (Guy Prothero), Conrad Phillips (Dottor Prothero), Kate Lock (Bridget)

## L'ultimo barrito
- Titolo originale: The Last Trumpet
- Prima televisiva: 5 aprile 1981
- Diretto da: Brian Mills
- Soggetto di: Peter Lovesey
- Attori principali: David Waller (Ispettore Jowett), Joyce Carey (Signora Pennycook), Geoffrey Keen (Abraham Bartlett), Garrick Hagon (William Newman), Barry Jackson (Matthew Scott), Tony Steedman (Sebastian Napier), Mary Larkin (Louise), Lee Whitlock (Bobby)

## Una governante per sua Maestà
- Titolo originale: The Hand That Rocks the Cradle
- Prima televisiva: 12 aprile 1981
- Diretto da: George Spenton-Foster
- Soggetto di: Peter Lovesey
- Attori principali: David Waller (Ispettore Jowett), Jessica Spencer (Regina Victoria), Scott Fredericks (Principe Henry), Irene Richard (Principessa Beatrice), Nicholas Day (Igor Ozoliw), Sarah Neville (Jane Temple), Virginia Denham (Nurse Grant)

## Il coro che non cantò
- Titolo originale: The Choir That Wouldn't Sing
- Prima televisiva: 19 aprile 1981
- Diretto da: Mary McMurray
- Soggetto di: Peter Lovesey, Jacqueline Lovesey
- Attori principali: David Waller (Ispettore Jowett), Barry McGinn (Signor Jessop), Gilbert Wynne (Albert Harris), Douglas Milvain (Signor Wood), David Jackson (Henry Willing), Alan Downer (Joshua Pugh), Jeremy Clay (Walter Fenner), Ben Aris (Capitano Allbright), Elizabeth Spriggs (Signora Gurney), Moir Leslie (Bernice Dawson), Enn Reitel (Signor Strange)

## Cioccolata a mezzanotte
- Titolo originale: Murder Old Boy?
- Prima televisiva: 3 maggio 1981
- Diretto da: George Spenton-Foster
- Soggetto di: Peter Lovesey, Jacqueline Lovesey
- Attori principali: David Waller (Ispettore Jowett), John Carson (Russell Haygarth), Terence Edmond (Direttore scuola), Petra Davies (Governante), Edgar Wreford (Montague Penn), Eric Dodson (James Archer), John Bryans (Dr. Partridge)

## Il dinamitardo
- Titolo originale: Invitation to a Dynamite Party
- Prima televisiva: 10 maggio 1981
- Diretto da: Alan Grint
- Soggetto di: Peter Lovesey, Arden Winch
- Attori principali: David Waller (Ispettore Jowett), James Taylor (Col. Martin), Antony Scott (Malone), David Sterne (Carter), Charles Keating (Devlin), Jeananne Crowley (Rosanna McQee), Tony Scannell (Millar), Derry Power (Carse), Colin Bean (Poliziotto)